# Масляк Володимир Іванович
Володи́мир Іва́нович Масля́к  (нар. 14 вересня 1859, Сарники Середні) — пом. 15 липня 1924, Львів) — український письменник, поет, перекладач, критик, журналіст. Батько українського художника Омеляна Масляка та українського поета, перекладача Степана Масляка.

## Життєпис

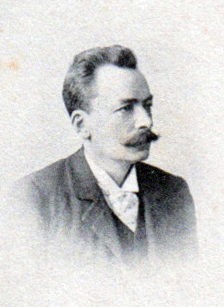
Володимир Масляк, світлина з листівки серії «Історія України-Руси», Коломия, 1902 р.

Народився 14 вересня 1859 року в селі Сернках Середніх, нині с. Діброва, Рогатинський район, Івано-Франківська область, Україна (тоді Королівство Галичини та Володимирії, Австро-Угорщина) у сім'ї управителя панських дібр (?—1865, с. Свистільники). Мати-вдова звідти переїхала до Горішної Липиці, де мала невелике господарство. Сина віддала на науку Данилови Хомі — народному учителю в Підгороддю, який був одружений з сестрою чоловіка Марією. У 1867 році мати продала господарство, переїхала до Бережан.
Навчався в Бережанах (народна школа, ґімназія (5 класів, до 1876 року), Перемиській гімназії (закінчив у 1879), Львівському (вступив 1879 року, як Іван Франко, спочатку належав до москвофільського студентського товариства; під впливом викладачів Омеляна Партицького, Омеляна Огоновського став народовцем) і Краківському університетах. У Львівському університеті вивчав класичну філологію, історію руського письменства (викладач професор Омелян Огоновський), філософію (викладач доктор Улян Охорович).
Працював у газетах «Діло» (Львів), «Нова реформа» (Краків), журналах «Зеркало», «Нове зеркало» (підписував твори «Вуйко Влодзьо»).
У 1888 році став заступником ґімназійного учителя, через 7 років став учителем у ґімназіях Станиславова, Перемишля, Золочева, 1901 року став професором польської мови в українській ґімназії Коломиї, деякий час вчителював у ґімназіях Львова. Довголітній учитель Бучацької державної гімназії. Член виділу Бучацької повітової філії «Просвіти», зокрема у 1910 році, у якій був бібліотекарем.
У політичних поглядах (цитата): 
«щирий і горячий национал, не жалкує… ніколи свого труду, де ходить о добро народне, а комітет. що займаєся в Коломиї популярно-науковими відчитами, зискав в авторі „Кістяків Гольбайна“ визначного і дуже ревного співробітника».
Надзвичайно болісно пережив невдачі у визвольних змаганнях українців у 1920 роках. У той час він припинив свою творчу діяльність, почав часто хворіти.

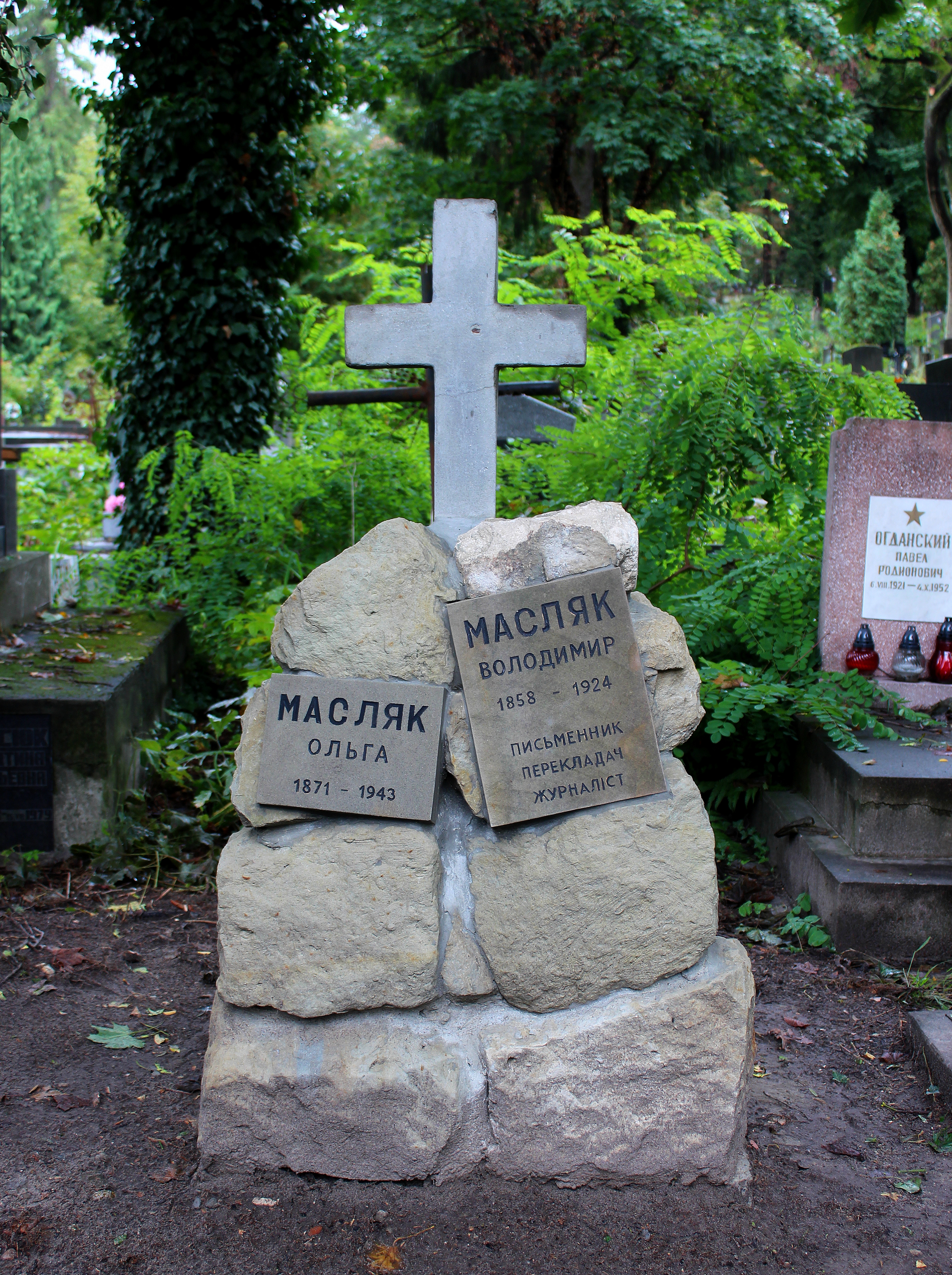

Помер 15 липня 1924 року у Львові (окупована поляками ЗУНР), поховали його на Личаківському цвинтарі у Львові. Могилу Володимира Масляка більшовицькі окупанти знищили, звинувачуючи його посмертно в націоналізмі. У вересні 2021 року на полі № 62 Личаківського цвинтаря дирекція ЛКП «Музей „Личаківський цвинтар“» встановила надгробок на віднайденій могилі Володимира Масляка (1858—1924) та його дружини Ольги Масляк (з Мареніних) (1871—1943).

### Творчість
1879 року в «Ластівці» опублікували перший вірш. 1886 року (або 1887 року) в Кракові видав перший том своїх поезій («Поезії», народнопісенного складу). 1896 року вийшла у світ сатирична повість «Кістяк Гольбайна».
Літературний збірник «Левада», що вийшов у Львові 1892 року, відкривався віршем Володимира Масляка «До рідного краю» («Що ж тобі хибує, земле моя рідна…»). Автор вірша позначений псевдонімом Яромир.
«Буковина» надрукувала його відому статтю «Галицко-руский дилєтантизм а руско-україньска агрессивність», 1897 року редакція «Зорі» своїм коштом видала другий том його поезій, узяв участь у виданні руської читанки для жіночих виділових шкіл. 1898 року своїм коштом видав «Одноднівку» (до 100-річчя відродження руського письменства), «Руслан» своїм коштом видав розвідку Володимира Масляка «На великі роковини» про Івана Котляревського. 1902 року в Коломиї вийшла збірка поезій «Поетова побіда».
Академік Агатангел Кримський (1871—1941) назвав переклади В. Масляка «…найкращими» і додав, що «…він один із великих патріотів України, який бачив зорю свободи, як сходяче сонце правди, яка засіяла у 1848 році». Сергій Єфремів у своєму II-у томі «Історії української літератури» назвав Масляка Володимира «поетом не без іскри таланту, але вона не розгорілася». Іван Франко спочатку бачив у В. Масляку велику літературну силу.
Переклав ряд творів Віктора Гюго, Марії Конопніцької, Федора Міллера (автора вірша «Раз, два, три, чотири…»), Петара Прерадовича, серба Любомира Ненадовича (українською), Юрія Федьковича, Левка Сапогівського (польською). 1887 року переклав польською мовою дебютне оповідання Наталії Кобринської «Пані Шумінська», його було опубліковано спочатку на шпальтах часопису «Дзєннік Познаньскі», а потім — окремим виданням у друкарні цієї ж газети.
Багато писав польською в «Кур'єрі Львівськім», «Новій реформі», «Дзєнніку Познаньскім», «Пшеґльонді повшехнім» про русько-українські стосунки, літературу.